# Proahaetulla antiqua
Proahaetulla antiqua is een slang uit de familie toornslangachtigen (Colubridae) en de onderfamilie Ahaetuliinae.

## Naam en indeling
De wetenschappelijke naam van de soort werd pas in 2019 voor het eerst voorgesteld door Mallik, Achyuthan, Ganesh, Pal, Vijayakumar & Shanker. In veel literatuur wordt de soort hierdoor nog niet vermeld.

## Uiterlijke kenmerken
Proahaetulla antiqua verschilt van de verwante soorten uit het geslacht Ahaetulla door het aantal schubbenrijen en de vorm daarvan op het lichaam. De snuitpunt is opvallend scherp en lang, de pupil is horizontaal elliptisch. De tong heeft een geelgroene kleur met kleine zwarte vlekjes. Soorten uit het geslacht Ahaetulla hebben een bruine, rode of paarsachtige kleur van de tong.

## Verspreidingsgebied
De slang komt voor in delen van Azië en leeft endemisch in India, en alleen in de deelstaat Tamil Nadu.